# ويكيبيديا الديفهية
ويكيبيديا الديفهية (الديفهية: ވިކިޕީޑިޔާ) أو ويكيبيديا المالديفية هي النسخة الديفهية من موسوعة ويكيبيديا. انطلقت في 2007 ووصل عدد مقالتها يوم 22 مارس 2025 إلى 3٬120 مقالة وبعدد 26٬631 عضو مُسجَل منهم 21 مستخدم نشط و931 ملف مرفوع.

## التقدم
- في 8 مايو 2007، تجاوزت ويكيبيديا الديفهية 500 صفحة.[2]
- في 5 يونيو 2007، تجاوزت ويكيبيديا الديفهية 1,000 مقالة.[3]
- في 28 ديسمبر 2007، تجاوزت ويكيبيديا الديفهية 2,000 مقالة.[4]
- في 20 يناير 2012، تجاوزت ويكيبيديا الديفهية 100,000 تعديل.[5]
- في 11 أبريل 2012، تجاوزت ويكيبيديا الديفهية 10,000 صفحة.[6]
- في 20 يناير 2013، تجاوزت ويكيبيديا الديفهية 10,000 مستخدم.[7]